# Александрийский сельсовет (Георгиевский район)
Александри́йский сельсове́т — упразднённое сельское поселение в составе Георгиевского района Ставропольского края Российской Федерации.

## География
Находится в центральной части Георгиевского района.

## История
1 июня 2017 года, в соответствии с Законом Ставропольского края от 2 марта 2017 года № 21-кз, городской округ город Георгиевск и все муниципальные образования Георгиевского муниципального района (Александрийский сельсовет, Балковский сельсовет, станица Георгиевская, село Краснокумское, Крутоярский сельсовет, Станица Лысогорская, Незлобненский сельсовет, село Новозаведенное, посёлок Новый, село Обильное, станица Подгорная, Ульяновский сельсовет, Урухский сельсовет и Шаумяновский сельсовет) преобразованы, путём их объединения, в Георгиевский городской округ.

## Символика

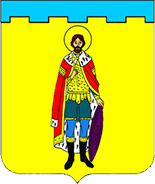
Герб Александрийского сельсовета
(2008—2017 годы)

Герб и флаг сельского поселения утверждены решением Совета депутатов Александрийского сельсовета от 9 апреля 2008 года № 255/31.
Описание герба: «В золотом щите под лазоревой о четырёх зубцах вершиной Святой благоверный великий князь Александр Невский в червлёной мантии с горностаевой подбивкой, в золотых доспехах, с золотым же крестом в правой руке и опирающийся левой рукой на пурпурный щит».
Обоснование символики: «Лазоревая стенозубчатая вершина отражает историческое значение станицы [Александрийской], возникшей как военное поселение. Фигура Александра Невского придаёт данному гербу „гласность“ и означает, что при основании станицы она была названа в честь этого святого»:227—228.
Флаг сельсовета представлял собой «прямоугольное жёлтое полотнище с соотношением ширины к длине 2:3, со светло-синей стенозубчатой полосой в 1/5 ширины полотнища, под которой фигура герба: Святой благоверный великий князь Александр Невский в червлёной мантии с горностаевой подбивкой, в золотых доспехах, с золотым же крестом в правой руке и опирающийся левой рукой на пурпурный щит».
Разработку герба и флага осуществил И. Л. Проститов:226.
Официальные символы муниципального образования внесены в Государственный геральдический регистр Российской Федерации (герб под номером 4515, флаг под номером 4516).

## Население
| 1989    | 2002    | 2010    | 2011    | 2012    | 2013    |
| ------- | ------- | ------- | ------- | ------- | ------- |
| 8040    | ↗10 845 | ↗12 800 | ↘12 789 | ↘12 752 | ↗12 760 |
| 2014    | 2015    | 2016    | 2017    |         |         |
| ↘12 673 | ↘12 669 | ↘12 666 | ↘12 595 |         |         |

Национальный состав
По итогам переписи населения 2010 года на территории поселения проживали следующие национальности (национальности менее 1 %, см. в сноске к строке «Другие»):
| Национальность | Численность | Процент |
| -------------- | ----------- | ------- |
| Русские        | 10 628      | 83,03   |
| Армяне         | 1126        | 8,80    |
| Цыгане         | 212         | 1,66    |
| Корейцы        | 129         | 1,01    |
| Другие         | 705         | 5,51    |
| Итого          | 12 800      | 100,00  |

## Состав сельского поселения
До упразднения Александрийского сельсовета в состав его территории входили 3 населённых пункта:
| № | Населённый пункт   | Тип населённого пункта          | Население |
| - | ------------------ | ------------------------------- | --------- |
| 1 | Александрийская    | станица, административный центр | ↘10 500   |
| 2 | Терский            | посёлок                         | →700      |
| 3 | Хутор имени Кирова | хутор                           | ↘200      |

## Местное самоуправление
- Совет депутатов сельского поселения Александрийский сельсовет (состоял из 15 депутатов, избираемых на муниципальных выборах по одномандатным избирательным округам сроком на 5 лет)
- Администрация сельского поселения Александрийский сельсовет

Председатели совета депутатов
- Линникова Надежда Ивановна

Главы поселения
- Ечевский Александр Иванович
- Кононов Виктор Александрович
- Брагин Сергей Юрьевич

## Инфраструктура
- Администрация Александрийского сельсовета
- Дом культуры
- Библиотека
- Участковая больница
- Терский лепрозорий МЗ РФ. Создан в 1897 году[источник не указан 2969 дней]
- Исправительная колония № 4
- Учебный центр Управления Федеральной службы исполнения наказаний
- Профессиональное училище № 202 Федеральной службы исполнения наказаний

## Образование
- Детский сад № 3 «Улыбка»
- Детский сад № 15 «Светлячок»
- Детский сад № 16 «Одуванчик»
- Детский сад № 27 «Василёк»
- Средняя общеобразовательная школа № 24 имени И. И. Вехова
- Специальная (коррекционная) общеобразовательная школа-интернат № 7
- Вечерняя (сменная) общеобразовательная школа № 2

## Экономика
- ПМК «Александрийское»
- Хлебоприемное предприятие
- СПК-колхоз «Александрийский»
- ООО «Агротехсервис»

## Памятники
- Братская могила воинов, погибших в годы гражданской войны за власть советов. 1918—1920, 1946 года[20]
- Братская могила партизанам, погибшим в борьбе за советскую власть в годы гражданской войны. 1928 год[21]
- Братская могила советских воинов, погибших в годы Великой Отечественной войны. 1942—1943, 1974 года[22]
- Братская могила воинов советской армии, погибшим в боях, в период ВОВ. 1946 год[23]
- Памятник В. И. Ленину. 1974 год[24]